# Васильєвка (Кувандицький міський округ)
Васи́льєвка (рос. Васильевка) — присілок у складі Кувандицького міського округу Оренбурзької області, Росія.

## Населення
Населення — 138 осіб (2010; 163 у 2002).
Національний склад (станом на 2002 рік):
- росіяни — 53 %
- башкири — 33 %